# Elorza
Elorza es una ciudad venezolana, capital del Municipio Rómulo Gallegos del Estado Apure. Elorza está en la Región de Los Llanos Venezolanos y tiene 26 596 habitantes (censo 2018). 
Esta localidad tuvo la particularidad de haber compartido su casco urbano con la vecina República de Colombia hasta la presidencia de Eleazar López Contreras. La parte venezolana o zona este, recibía el nombre de Elorza en homenaje al prócer Andrés Elorza y la parte colombiana o zona oeste, se llamaba El Viento.

## Ubicación geográfica
Situado en la región de Los Llanos a Orillas del Río Arauca a una altitud de 95 m s. n. m., Elorza se ubica en medio de una llanura que se presta a las labores agrícolas. Sus coordenadas son; Latitud 7° 3' 35 y N Longitud 69° 29' 48 O en la frontera con Colombia. El código de área es el 240 y el código postal es 7011.
Las comunicaciones están basadas sobre dos carreteras, una que comunica con las Ciudades de Mantecal y Bruzual y otra carretera que comunica con la población de La Trinidad de Orichuna y la ciudad de Guasdualito, diversos puntos fluviales a través del río Arauca y un aeropuerto que asegura la comunicación aérea.

## Topónimo
La antigua misión de San José de Arechuna pasó, con el transcurso del tiempo, a llamarse El Viento. El día 10 de marzo del año 1866 la Asamblea Legislativa del estado de Apure determinó que la parte de El Viento que estaba bajo jurisdicción venezolana (la población estaba repartida entre Venezuela y Colombia) pasó a denominarse Elorza en honor al Coronel José Andrés Elorza, héroe de la independencia venezolana, determinación que se ejecutó el día 12 del mismo mes.
José Andrés Elorza se incorporó con el grado de capitán a las filas de Páez en la Trinidad de Orichuna, localidad cercana a El Viento. En 1823 obtiene el grado de Mayor en Puerto Cabello. Después de la derrota de Páez en Los Araguatos, el 10 de marzo de 1848, llegaron al paso de El Viento donde se reunieron con su jefe de Estado Mayor el general Carlos Soublette y decidieron pasar a la Nueva Granada.

## Historia
La actual población de Elorza fue fundada en 1774 por Justo de Granada en un poblado de indios que se dedicaban a la pesca y a la agricultura. La fundación fue de una Misión llamada San José de Arechuna y se situaba a las orillas del río Arauca.
Con la independencia de Venezuela y Colombia de la metrópolis española y la demarcación de las fronteras entre ambos países, la población queda dividida. La parte este pertenecía a Venezuela, mientras que la oeste estaba bajo jurisdicción colombiana. El nombre por el que era conocida esta población en ambos lados de la frontera era El Viento o Paso del Viento, tal y como recoge el historiador colombiano Rogelio Guaqueta Gallardo en su obra Arauca Ciudad Bicentenaria.
El 12 de marzo de 1866 se decreta, por parte de la Asamblea Legislativa del Estado Soberano de Apure que el lugar situado departamento Muñoz y conocido por el nombre de El Viento pase a llamarse Elorza en honor al Coronel José Andrés Elorza. La parte bajo soberanía colombiana mantuvo el nombre original.	 
Bajo la presidencia del general Eleazar López Contreras se reordenan las fronteras entre ambos países, quedando todo el territorio municipal dentro de Venezuela. Esta reordenación fronteriza fue confirmada en el año 1938 por los presidentes de Venezuela, López Contreras, y de Colombia, Alfonso López Pumarejo con ocasión de la inauguración del puente internacional que une los municipios de San Antonio del Táchira y Villa del Rosario.
El 15 de noviembre de 1964 se crea el distrito de Rómulo Gallegos del Estado Apure que pasaría posteriormente a ser el municipio de Rómulo Gallegos, quedando Elorza como su capital.

## Patrimonios locales
- Puente Lauro Carrillo
- Puente El Caño El Viento
- Plaza Bolívar
- Plaza Doña Bárbara de Oro
- Plaza Jorge Guerrero
- Plaza Eneas Perdomo
- Plaza Rómulo Gallegos
- Plaza del Estudiante
- Plaza Los Venezolanos Primero
- La Chalana
- El Rincón del Veguero
- La Casa de la Cultura "Cultores de Elorza"
- El Malecón Ecoturístico del Río Arauca "Paseo Alma Llanera"
- El paso de la Chalana
- Monumento al Folklore
- Plaza (El Grandote) en honor a Darío Márquez Requena
- Paseo del Río

## Balnearios
- La Playa del Zamuro
- La Playa de Josefina
- La Tapita
- Palo Seco (Cauce alterado por grupos subversivos)
- Caño el Viento

## Fiestas de Elorza
Las fiestas patronales de Elorza se celebran anualmente el 19 de marzo, en honor a San José, santo patrono de la localidad. Durante esta festividad, la ciudad se convierte en un importante punto de reencuentro, al recibir a centenares de visitantes y habitantes que residen en otras regiones del país. Elorza ha sido reconocida como la "Capital Folclórica de Venezuela", dado el valor cultural de sus celebraciones tradicionales.

### Actividades
Durante la semana festiva, conocida como «los siete días más criollitos de Venezuela», se desarrollan múltiples eventos que celebran la identidad llanera y el folclore apureño. Entre las actividades más destacadas se encuentran:
- Exposiciones agropecuarias
- Toros coleados
- Muestras de artesanía
- Competencias deportivas
- Elección de la Reina de las Fiestas
- Procesiones religiosas
- Serenatas populares
- Proyecciones de cine sobre el llano
- Peleas de gallos
- Competencias indígenas de arco y flecha
- Natación y canotaje
- Festival Criollo Doña Bárbara de Oro

### Identidad cultural y lema
Cada parroquia del municipio celebra fiestas locales, pero la parroquia Elorza es la sede principal de la festividad patronal. Las celebraciones destacan la cultura e idiosincrasia de los llanos apureños, con especial énfasis en la música popular, fuente del eslogan: “Elorza, tierra grande y generosa, fácil de conocer pero difícil de olvidar”.
Debido a la frecuente confusión del nombre con “El Orza”, se ha propuesto un nuevo lema: “Elorza, una sola palabra, un mismo compromiso”, con el fin de fortalecer la identidad gráfica y sonora de la localidad.
En el año 2019, las festividades se vieron afectadas por la disminución de la participación de artistas reconocidos, como Jorge Guerrero, Ali Cabello, Teófilo Galíndez, Fernando Tovar, Raúl Núñez y Elvira Villabuena, quienes decidieron no presentarse debido a la situación sociopolítica del país. Esto influyó en la afluencia turística, que fue menor en comparación con años anteriores.

## Eneas Perdomo - Fiesta en Elorza
Eneas Perdomo, cantante apureño hizo conocer a nivel nacional al pueblo de Elorza con el tema Fiesta en Elorza como parte del Dia de San José; homenajeando con ella a las fiestas patronales de la región cada 19 de marzo. Este tema en la actualidad se encuentra incrustada en el alma de los venezolanos y el escucharlo, evoca al recuerdo de los hermosos llanos de VenDesde el año 1955 se realizan Las Fiestas en Elorza y son una de hecho una tradición popular en este pueblo del estado apure, que realiza cada año diversas actividades de carácter religioso, actividades culturales y deportivas.
A causa de la pandemia estas fiestas no se realizaron los 2 últimos años por lo que este año se deben Celebrar la Fiestas en Elorza Ni 65
Estas fiestas comenzaron como una actividad Religiosa en Honor al patrón, San José. Los promotores de esas primeras fiestas en el año 1955 fueron Don Ricardo Borjas, Don Nerio Calderón, Don Saúl Borjas, Don Claro Castillo, El Coronel Guerrero, Francisco Jaramillo Restrepo y Don Pedro Thelmo Guerrero, entre otros. se fundó un Club para las actividades bailables que se llamó CLUB SOCIAL LAS PAMPAS, y año a año estas fiestas se organizaban con las colectas del pueblo y los aportes del comercio y los ganaderos.
Hoy día La población de Elorza, en el estado Apure, celebra sus fiestas patronales., diferentes actividades musicales, culturales y deportivas congregan a miles de personas que acuden a disfrutar de estas festividades en la llamada “Capital folklórica de Venezuela”. Pues Elorza se destaca debido a que sus fiestas sirven de vitrina para la presentación de los más destacados artistas del llano, aparte de que se les da oportunidad a nuevos talentos y durante sus celebraciones desarrollan varios festivales de Canto, por Renglones Pasaje, Recio, Infantil y Juvenil y libre el Doña Bárbara de Oro, el Festival de Copleros “Claro Digno Graterol”, de Baile Doña María Aguilera, y el Concurso de Baile de Joropo Al Son de la Alpargata, con Agrupaciones y escuelas de Baile de Joropo del Venezuela y de Colombia.
Todos los años este pueblo que no tiene una capacidad Hotelera para albergar la cantidad de visitantes que se dan cita cada año para sus Fiestas recibe a miles de turistas en las Casas de Familia, algunos le alquilan habitaciones, otros alquilan la casa por la temporada y se van casa de algún familiar, mientras que muchos turistas que no consiguen donde alojarse, duermen en hamacas, chinchorros o en los carros En este Año 2022 las Fiestas en Elorza se 
Si tomamos en cuenta que no se han celebrado en los 2 últimos años le corresponde este año la 65 Edición de Fiestas en Elorza
Es importante destacar que en estas fiestas  criollitas en el año 1957 , estuvo presente  Eneas Perdomo y fue en esa oportunidad  cuando  se inspiró y escribió el pasaje Fiestas en Elorza, Según el propio Eneas Perdomo, en una entrevista concedida a Radio Elorza, en la década de los 60, cuando fue a grabar un LP y le faltaban 2 canciones, porque el LP era de 12 canciones: 6 por cada lado, y le dijo a la gente de la disquera que él tenía unos pasajitos pero que no eran muy buenos, y se los tarareó; bueno, vamos a meterlos como relleno, le dijeron, y resulta que ese tema fue uno de los grandes éxitos de Don Eneas Perdomo y que permitió proyectar más las Fiestas más criollas de Venezuela

ENEAS PERDOMO – FIESTA EN ELORZA

I
UN 19 DE MARZO (BIS)
PARA UN BAILE ME INVITARON
A LA POBLACIÓN DE ELORZA (BIS)
A SUS FIESTAS PATRONALES.

SUS MUCHACHAS TAN BONITAS
CON SU BELLEZA ADORNABAN
Y BAJO EL CIELO LLANERO
POR LAS CALLES SE PASEABAN
CON SONRISAS DE ALEGRÍA
Y PERFUMES DE SÁBANAS.

Y AL DESPUNTAR LA MAÑANA
CON AIRES DE UNA PARRANDO
CANTANDOLE A SUS MUCHACHAS
EN ELORZA ME ENCONTRABA
Y ENTRE PALOS DE AGUARDIENTE
LA VIDA FELIZ PASABA.

II
UN LUNES POR LA MAÑANA (BIS)
PRINCIPIO DE LA SEMANA
SE DESPIDIERON MIS OJOS (BIS)
DE ESE LINDO PANORAMA.

RECORDANDO CON CARIÑO
MUCHACHA PUEBLO Y SABANA
LLANERO MUERE CANTANDO
ASÍ ESTE PENANDO EL ALMA
SOY NACIDO EN EL APURE
CANTOR DE LA TIERRA LLAMA.

Y MAÑANA CUANDO MUERA
NO ME LLOREN MIS PAISANOS
QUE ME ENTIERREN EN ARAUCA
A ORILLAS DE UN MATA PALO
Y QUE LA ESPUMA DEL RIO
TRAIGA RECUERDOS LEJANOS.

## Ferias del Pescao
Desde el año 2007 se dan cita en Elorza nuevamente todos los artistas de la canta criolla, con variedad en entretenimiento y otros eventos. Este espacio se abre para todos aquellos que no gustan esperar hasta marzo para disfrutar de la música llanera, gratis y totalmente en vivo. Las Ferias del Pescao (y no del pescado) se llevan a cabo dentro del mes de octubre.
Aunque estas ya no se realizan desde hace años atrás, por órdenes del exalcalde Solfredis Solorzano.,es posible que la nueva administración  de Douglas Rojas, retome esa celebración que incentivaria el turismo en esta bella población llanerea.

## Medios de comunicación

### Televisión
- Criolla
- Llanerana TV
- TeleSabana

(Todos disponibles solo por suscripción al servicio de cable local)
https://www.facebook.com/profile.php?id=100075670755581&mibextid=ZbWKwL

### Radio
- Radio Elorza,93.7 ( http://www.actiweb.es/radioelorza/ )
- Arpa 99.9 fm
- Tiuna 105.5 FM
- Elorzana fm 98.7 (www.elorzana.webnode.es)
- Radio Criolla 92.9 FM (www.radiocriolla.com.ve)
- Radio Cima.
- Radio manantial 98.1fm (https://radiomantial981fm.top/)

## Educación Universitaria
- Núcleo del UPTAAPC

Carreras
- Ingeniería en Construcción Civil
- Ingeniería en Agroalimentaria
- Ingeniería Mecánica
- Ingeniería Informática
- Medicina Veterinaria

- Núcleo de la Universidad Nacional Experimental Simón Rodríguez

Carreras
- Licenciatura en Educación
- Licenciatura en Administración
- Gestión Ambiental

- Núcleo de la Universidad Rómulo Gallegos

Carreras
- Derecho Comunitario

- Núcleo del Colegio Universitario Francisco de Miranda

Carreras
- PNF en Informática

UNELLEZ